# Dananayakanapura Kaval, Turuvekere
Dananayakanapura Kaval là một làng thuộc tehsil Turuvekere, huyện Tumkur, bang Karnataka, Ấn Độ.